# Pace di Arona
La pace di Arona fu il trattato firmato l'11 aprile 1503 fra il Regno di Francia e la Confederazione Elvetica che liquidò gli elvetici per il loro interventi nella guerra d'Italia del 1499-1504.

## Il trattato
Il trattato sancì la definitiva cessione di Bellinzona e della Riviera ai tre cantoni svizzeri che avevano pagato i mercenari che avevano aiutato i francesi a conquistare il Ducato di Milano.
La città era caduta sotto occupazione elvetica già il 14 aprile 1500, e il Baliaggio di Bellinzona era stato istituito il 4 marzo 1501.